# /Film
/Film (также slashfilm) — англоязычный веб-сайт, блог, посвящённый киноиндустрии и фильмам: новостям, рецензиям, интервью и трейлерам. Сайт основан Питером Скиретта (англ. Peter Sciretta) 23 августа 2005 года и является победителем нескольких конкурсов и рейтингов.

## Подкасты
На сайте доступны три подкаста. Подкаст «/Filmcast» проводится в воскресенье вечером Дэвидом Ченом (англ. David Chen), Адамом Куили (англ. Adam Quigley и Дивайндрой Хэрдэвар (англ. Devindra Hardawar), на нём ведётся обсуждение новостей телевидения и кино, а также проводятся обзоры фильмов. Второй подкаст, «Tobolowsky Files», проводится Дэвидом Ченом при участии Стивена Тоболовски: в нём Тоболовски рассказывает о своей жизни, карьере и обсуждает разные темы. Третий подкаст, «JustifiedCast», также проводится Ченом и посвящён американскому драматическому телесериалу «Правосудие».

## Награды и номинации
- /Film завоевал награду «Movie Blog Award» в категории «Majors» от британского журнала Total Film[1].
- Американский журнал «Time» назвал /Film одним из 25 лучших блогов 2009 года[2].
- Игровой телеканал G4[англ.] в передаче Attack of the Show[англ.] занёс /Film в список «Best Movie Blogs» (рус. Лучшие киноблоги)[3].
- Журнал PC Magazine занёс /Film в список «Best Web Sites for Movie Fans» (рус. Лучшие веб-сайты для фанатов кино)[4].
- /Film получил награду «Performancing Blog Award» в категории «Best Entertainment Blog of 2007» (рус. Лучший развлекательный блог 2007 года)[5].
- /Film в 2008 году был номинирован на награды «Best Major Blog»[6] и «Best Entertainment Weblog»[7] от организации Weblog Awards[англ.].